# Oleg Nikolajewitsch Karawajew
Oleg Nikolajewitsch Karawajew (* 20. Mai 1936 in Minsk; † 23. August 1978 ebenda) war ein sowjetischer Ringer. Er war Olympiasieger 1960 in Rom.

## Werdegang
Oleg Karawajew stammt aus Belarus und begann als Jugendlicher mit dem Ringen. Als Student wurde er Mitglied von „Burewestnik“ Minsk und entwickelte sich dort zu einem hervorragenden Ringer im griechisch-römischen Stil. Von 1956 bis 1960 und 1962 wurde er sowjetischer Meister im Bantamgewicht. 1957 vor Konstantin Wyrupajew aus Irkutsk und L. Fishman aus Kiew. Er wurde daraufhin bei der Weltmeisterschaft 1958 in Budapest eingesetzt und rechtfertigte dort das in ihn gesetzte Vertrauen mit dem Gewinn des Weltmeistertitels im Bantamgewicht. Er benötigte dazu sieben Siege und bezwang im Finale Yasar Yilmaz aus der Türkei.
1959, einem Jahr, in dem keine Weltmeisterschaften im griech.-röm. Stil stattfanden, siegte Oleg auch bei der II. Spartakiade der UdSSR im Bantamgewicht vor Olympiasieger Boris Gurewitsch und Georgi Tschitschuaschwili aus Georgien. 1960 schaffte er die Qualifikation für die Olympischen Spiele in Rom durch einen Sieg bei der sowjetischen Meisterschaft vor Boris Gurewitsch und Amari Egadse aus Tiflis. In Rom war Oleg in Bestform und wurde mit sechs Siegen Olympiasieger. Ion Cernea aus Rumänien und Dinko Petrow aus Bulgarien waren dabei seine härtesten Gegner.
1961 gelang Oleg mit dem Gewinn des Weltmeistertitels im Bantamgewicht bei der Weltmeisterschaft in Yokohama der dritte große Sieg in Folge. Nach einjähriger Pause startete er wieder bei der Weltmeisterschaft 1963 in Helsingborg. Nach einem Unentschieden gegen Ion Cernea in der vierten Runde unterlag er dabei dem Ungarn János Varga in der fünften Runde und kam so nur auf den 4. Platz.
Bei den sowjetischen Meisterschaften 1964 scheiterte Oleg an Wladlen Trostjanski und verpasste damit die Olympiateilnahme in Tokio. Er beendete daraufhin seine internationale Ringerlaufbahn.
Von 1971 bis 1978 arbeitete er als Trainer in Minsk. Er geriet 1978 in eine Lebenskrise und nahm sich am 23. August 1978 das Leben.

## Internationale Erfolge
(OS = Olympische Spiele, WM = Weltmeisterschaft, GR = griech.-röm. Stil, Ba = Bantamgewicht, bis 57 kg Körpergewicht)
- 1957, 1. Platz, III. Intern. Sportspiele in Moskau, GR, Ba, vor Dinko Petrow, Bulgarien und Francisc Horvath, Rumänien;
- 1958, 1. Platz, WM in Budapest, GR, Ba, mit Siegen über Poul Andersen, Dänemark, Imre Hódos, Ungarn, Dinko Petrow, Jiří Švec, CSSR, Lothar Fischer, DDR, Ion Cernea, Rumänien und Yasar Yilmaz, Türkei;
- 1960, Goldmedaille, OS in Rom, GR, Ba, mit Siegen über Jon Tveiten, Norwegen, Arthur Spaenhoven, Belgien, Michel Nakouzi, Libanon, Stipan Dora, Jugoslawien, Masamitsu Ichiguchi, Japan und Ion Cernea;
- 1961, 1. Platz, WM in Yokohama, GR, Ba, mit Siegen über Ion Cernea, János Varga, Ungarn und Bernard Knitter, Polen und einem Unentschieden gegen Jiří Švec, CSSR;
- 1963, 4. Platz, WM in Helsingborg, GR, Ba, mit Siegen über Kurt Johanesson, Schweden, Heinrich Theuretzbacher, Österreich und Robert Salles, Frankreich, einem Unentschieden gegen Ion Cernea und einer Niederlage gegen János Varga;
- 1964, 1. Platz, „Iwan-Podubbny“-Turnier in Moskau, GR, Ba, vor Bernard Knitter und Maltserow, Bulgarien